# ليسا
ليسا (بالتايلندية: ปราณปรียา มโนบาล)‏ (اسمها الحقيقي: لاليسا مانوبان، بالهانغل: 리사) ولدت في 27 مارس 1997 هي مغنية راب تايلندية وراقصة ومغنية وعارضة وأصغر عضوة في فرقة الفتيات الكورية الجنوبية بلاكبينك.
في سبتمبر 2021، أصدرت ليسا ألبومها المنفرد الأول «لاليسا»، مما جعلها أول فنانة تبيع 736،000 نسخة من الألبوم في أسبوعها الأول في كوريا الجنوبية. أصبح الفيديو الموسيقي للأغنية الأكثر مشاهدة في أول 24 ساعة على اليوتيوب من قبل فنانة منفردة. في عام 2024، أسست ليسا شركة الإدارة الخاصة بها المسماة «Lloud» ووقعت شراكة مع تسجيلات آر سي إيه و اصدرت أغنيتها «روكستار» من البومها «التر ايجو». من المقرر أن تظهر ليسا لأول مرة كـ ممثلة في عام 2025 في المسلسل التلفزيوني «اللوتس الأبيض».
حصلت ليسا على العديد من الجوائز طوال حياتها المهنية، بما في ذلك تسعة أرقام قياسية في موسوعة غينيس. هي فنانة الكي-بوب الأكثر متابعة على إنستغرام، والأكثر اشتراكًا على يوتيوب والمنفردة الأكثر متابعة على سبوتيفاي. تم تكريم ليسا كسفيرة ثقافية من قبل وزارة الثقافة التايلاندية واعترفت بها رئيسة وزراء تايلاند آنذاك برايوت تشان أوتشا لمساهماتها في نشر الثقافة التايلاندية على مستوى العالم.

## حياتها
ولدت في 27 مارس 1997 في بوريرام، تايلاند. تجيد العزف على آلة اليوكليلي.
بدأت الرقص في سن مبكرة وكانت جزء من طاقم الرقص المسمى "We Zaa Cool" مع «بام بام» من جوت سفن. وكانت ليسا الشخص الوحيد المقبول في واي جي إنترتينمنت خلال تجارب الأداء تايلاند في عام 2010 وانضمت إلى الوكالة في أبريل 2011. حيث أصبحت أول فنانة غير كورية لدى YG.
في نوفمبر 2013 ظهرت ليسا مع كل من مينو (من فرقة وينر) وبوبي وبي آي (من فرقة آيكون) وجينهوان في فيديو كليب «رينغا لينغ» للمغني تايانغ. وفي مارس 2015 أصبحت ليسا عارضة لماركة الأزياء «نونا9اون» وبعدها أصبحت عارضة لماركة مستحضرات التجميل «مون شوت» في 2016.
تدربت ليسا لمدة خمسة سنوات وثلاثة أشهر منذ أبريل 2011 إلى أن ترسمت في الفرقة عام 8 أغسطس 2016 وموقعها في الفرقة هو راقصة رئيسية، رابر، مغنية وماكني (أصغر عضوة في الفرقة)

## الحياة الشخصية
فصيلة دمها هي O. وليسا تستطيع التحدث في العديد من اللغات بما في ذلك اللغة التايلاندية والإنجليزية والكورية واليابانية والصينية الأساسية.

## التأثير

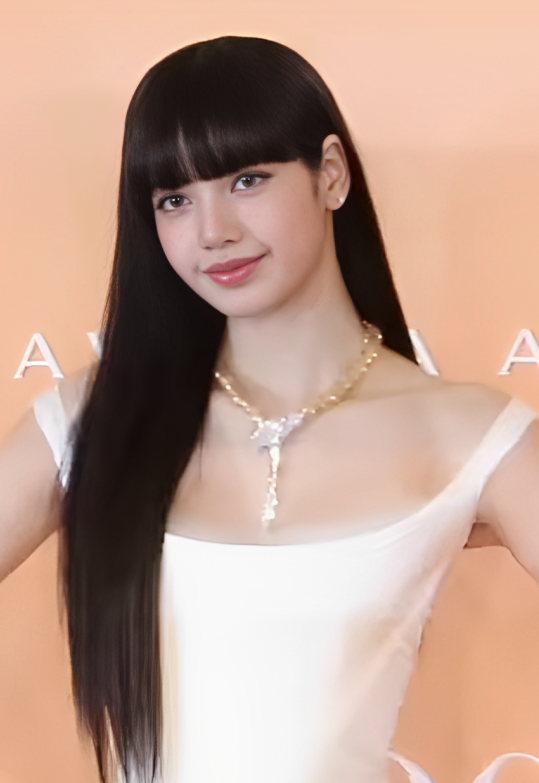
ليسا في حدث لماركة بولغاري، سنة 2022

في أبريل 2019، أصبحت ليسا أكثر كيبوب آيدول متابعة على الإنستغرام، بعدد 17.4 مليون متابع في ذلك الوقت. اعتبارًا من فبراير 2021، أصبح لدى ليسا 47.2 مليون متابع على المنصة.
وعندما ظهرت ليسا على أول غلاف لها في مجلة هاربر بازار التايلندية في مايو 2019، أفاد وكيل توزيع مجلات هاربر بازار، أنه تم بيع جميع النسخ المطبوعة البالغ عددها 120,000 في المخزون. وفي المتوسط تتم طباعة 30,000 نسخة فقط، وأن المشاهير المشهورين لديهم في المتوسط 60,000 نسخة مطبوعة. وعلى الرغم من بيع 120.000 نسخة، إلا أنه لم يتم تلبية طلب الجمهور.
بعد حضور ليسا في عرض أزياء سيلين لمجموعة ربيع صيف 2020 للرجال في باريس، فرنسا. خلال أسبوع باريس للموضة، أفادت شركة ليست أن عمليات البحث العالمية عن حقيبة «سيلين تريموف» قفزت بنسبة 66 ٪ في 28 يونيو 2019، بعد أن نشرت ليسا صورة على وسائل التواصل الاجتماعي وهي ترتديها.
كثيرًا من الفنانين في صناعة البوب الكوري صرحوا أن ليسا قدوة لهم. غاغا من فرقة الفتيات «نيتشر» وماينا من الفرقة الفتيات «هوت ايشو» كلاهما صرحوا أن ليسا قدوة لهم. أشاد رئيس وزراء تايلاند، برايوت تشان أوتشا، بـ ليسا لترويجها للثقافة التايلاندية في الفيديو الموسيقي لـ «لاليسا». في مارس 2021، حصلت ليسا، إلى جانب خمسة مشاهير تايلانديين آخرين، على جائزة "نموذج الدور الملهم"، التي تمنحها منظمة نادي تنمية الأطفال والشباب، تقديرا لعملها كقائدة ونموذج يحتذى به للأجيال الجديدة في تايلاند. في عام 2023، تم تكريمها من قبل وزارة الثقافة التايلاندية بجائزة واتاناكوناثورن الفخرية (قائدة السفير الثقافي) تكريما لدورها "كقوة رائدة تروج لتايلاند للعالم".
أصبحت ليسا أيدول البوب الكوري الأكثر متابعة على إنستغرام في أبريل 2019، مع 17.4 مليون متابع في ذلك الوقت, وأصبحت فيما بعد أول أيدول تتجاوز 50 مليون متابع على إنستغرام في أبريل 2021. في يناير 2023، حصلت على رقم غينيس القياسي العالمي لكونها فنانة البوب الكوري الأكثر متابعة على المنصة، مع 87 مليون متابع في ذلك الوقت. اعتبارًا من سبتمبر 2021، احتفظت ليسا أيضا بالرقم القياسي لفنانة البوب الكوري الأكثر اشتراكا على يوتيوب مع قناتها « Lilifilm Official»، التي كان لديها 8.24 مليون مشترك. أصبحت مغنية البوب الكوري الأكثر متابعة على سبوتيفاي في أغسطس 2024، مع 8.7 مليون متابع في ذلك الوقت. لاحظت وسائل الإعلام تأثير ليسا التجاري وإمكاناتها التسويقية كمثال على تغيير الاستراتيجيات الترويجية في صناعات الأزياء والمكياج.

## عملها الخيري
في 17 سبتمبر 2019، بعد هطول أمطار غزيرة تسببت فيها الرياح الموسمية بفيضانات عبر 32 مقاطعة تايلاندية، كشف أحد أقارب ليسا وهو مدون التجميل التايلاندي كوي أونوسا، أن ليسا تبرعت بمبلغ 100000 بات لصندوق الممثل التايلاندي بن بونلوريت لمساعدة أولئك الذين تم إجلاؤهم في الفيضانات.

## فيلموغرافيا

### الفيديو كليب
| السنة | العنوان      | الفنان   | ملاحظة            | مراجع  |
| ----- | ------------ | -------- | ----------------- | ------ |
| 2013  | (رينغا لينغ) | تاي يانغ | ظهرت كراقصة خلفية | [ 31 ] |

### البرامج التلفزيونية
| السنة | العنوان                  | القناة    | ملاحظات                        | المراجع |
| ----- | ------------------------ | --------- | ------------------------------ | ------- |
| 2016  | رانينغ مان               | SBS       | ضيفة في الحلقة 330             | [ 32 ]  |
| 2016  | ويكلي آيدول              | MBC       | ضيفة في الحلقة 277 والحلقة 310 | [ 32 ]  |
| 2017  | تلفازي الصغير            | MBC       | ضيفة في الحلقة 99              | [ 32 ]  |
| 2017  | نوينغ بروس               | jTBC      | ضيفة في الحلقة 87              | [ 32 ]  |
| 2017  | بارك جين يونغ بارتي بيبل | SBS       | ضيفة في الحلقة 4               | [ 32 ]  |
| 2017  | غيت إت بيوتي             | أون ستايل | ضيفة في الحلقة 2               | [ 32 ]  |
| 2017  | ليسا تي في               | أون ستايل | عضوة بالبرنامج                 | [ 32 ]  |
| 2018  | بلاكبينك هاوس            | نایفر     | عضوة بالبرنامج                 | [ 32 ]  |
| 2018  | آيدول روم                | jTBC      | ضيفة في الحلقة 7               | [ 32 ]  |
| 2018  | ريل مان 300              | إم بي سي  | عضوة بالبرنامج                 | [ 32 ]  |

## الجوائز والترشيحات
| السنة | الجائزة     | الفئة       | العمل المرشح | النتيجة | مراجع. |
| ----- | ----------- | ----------- | ------------ | ------- | ------ |
| 2018  | ذا ستاندارد | شخصية العام | نفسها        | فوز     | [ 33 ] |

## روابط خارجية
- ليسا على موقع IMDb (الإنجليزية)
- ليسا على موقع ميوزك برينز (الإنجليزية)
- ليسا على موقع رولينغ ستون (الإنجليزية)
- ليسا على موقع أول موفي (الإنجليزية)
- ليسا على موقع أول ميوزيك (الإنجليزية)
- ليسا على موقع ديسكوغز (الإنجليزية)
- ليسا على موقع قاعدة بيانات الفيلم (الإنجليزية)
- ليسا على موقع كينوبويسك (الروسية)